# Гурбинська сільська рада
Гурбинська сільська́ ра́да — колишній орган місцевого самоврядування у Срібнянському районі Чернігівської області. Адміністративний центр — село Гурбинці.

## Населені пункти
Сільській раді були підпорядковані населені пункти:
- с. Гурбинці
- с. Дейманівка
- с. Тростянець

## Загальні відомості
- Територія ради: 45,763 км²
- Населення ради: 898 осіб (станом на 2001 рік). З них: село Гурбинці — 641 особа, Тростянець — 38 осіб, Дейманівка — 219 осіб.
- Відстань до районного центру шосейними шляхами — 12 кілометрів.

## Історія
Гурбинська сільська рада зареєстрована 1959 року. Стала однією з 11-ти сільських рад Срібнянського району і одна з восьми, яка складається більше, ніж з одного населеного пункту.

## Склад ради
Рада складалася з 16 депутатів та голови.
- Голова ради: Дейнека Іван Васильович
- Секретар ради: Лихогруд Ніна Іванівна

### Керівний склад попередніх скликань
| ПІБ                         | Основні відомості                                                 | Дата обрання | Дата звільнення |
| --------------------------- | ----------------------------------------------------------------- | ------------ | --------------- |
| Бражний Анатолій Васильович | Сільський голова, 1963 року народження, член Партії регіонів      | 26.03.2006   | 31.10.2010      |
| Дейнека Іван Васильович     | Сільський голова, 1986 року народження, освіта вища, безпартійний | 31.10.2010   |                 |

Примітка: таблиця складена за даними джерела

### Депутати
За результатами місцевих виборів 2010 року депутатами ради стали:

#### За суб'єктами висування
| Суб'єкт висування                                       | Кількість обраних депутатів | %    |
| ------------------------------------------------------- | --------------------------- | ---- |
| Партія регіонів                                         | 8                           | 50   |
| Комуністична партія України                             | 3                           | 18,8 |
| Соціалістична партія України                            | 3                           | 18,8 |
| Політична партія Всеукраїнське об'єднання «Батьківщина» | 2                           | 12,5 |

#### За округами
| № округу                                                | Прізвище, ім'я, по батькові     | Дата визнання обраним | Освіта         | Партійна приналежність             | Відомості про обраного депутата                                 |
| ------------------------------------------------------- | ------------------------------- | --------------------- | -------------- | ---------------------------------- | --------------------------------------------------------------- |
| Комуністична партія України                             |                                 |                       |                |                                    |                                                                 |
| 10                                                      | Жижка Валентина Олександррівна  | 04.11.2010            | Освіта середня | член Комуністичної партії України  | тимчасово не працює                                             |
| 15                                                      | Цигура Микола Павлович          | 04.11.2010            | Освіта середня | член Комуністичної партії України  | тимчасово не працює                                             |
| 16                                                      | Птицин Микола Володимирович     | 04.11.2010            | Освіта середня | член Комуністичної партії України  | СТОВ «Обрій», майстер по вироб-ництву молока                    |
| Партія регіонів                                         |                                 |                       |                |                                    |                                                                 |
| 1                                                       | Заріцька Ольга Петрівна         | 04.11.2010            | Освіта середня | позапартійна                       | Дігтярівський професійний аграрний ліцей, викладач              |
| 2                                                       | Головка Ганна Іванівна          | 04.11.2010            | Освіта середня | позапартійна                       | ПП «Гурбинці», бухгалтер                                        |
| 3                                                       | Марущак Лідія Михайлівна        | 04.11.2010            | Освіта середня | позапартійна                       | Гурбинський фельдшерсько-акушерський пункт, завідувачка         |
| 4                                                       | Клименко Сергій Михайлович      | 04.11.2010            | Освіта середня | позапартійний                      | ФГ «Вікторія», директор                                         |
| 6                                                       | Хрипко Ольга Миколаївна         | 04.11.2010            | Освіта вища    | позапартійна                       | Гурбинська загальноосвітня школа I-III ст., заступник директора |
| 8                                                       | Білодід Анатолій Володимирович  | 04.11.2010            | Освіта середня | позапартійний                      | тимчасово не працює                                             |
| 12                                                      | Феденко Лідія Борисівна         | 04.11.2010            | Освіта середня | член Партії регіонів               | пенсіонер                                                       |
| 14                                                      | Яцун Наталія Миколаївна         | 04.11.2010            | Освіта середня | позапартійна                       | Срібнянське УПСЗН, соціальний робітник                          |
| Політична партія Всеукраїнське об'єднання «Батьківщина» |                                 |                       |                |                                    |                                                                 |
| 5                                                       | Дейнека Олена Іванівна          | 04.11.2010            | Освіта середня | позапартійна                       | ПП «Кайнара», продавець                                         |
| 7                                                       | Горкавенко Валентина Михайлівна | 04.11.2010            | Освіта середня | позапартійна                       | Гурбинська загальноосвітня школа I-III ст., кухар               |
| Соціалістична партія України                            |                                 |                       |                |                                    |                                                                 |
| 9                                                       | Даниленко Микола Петрович       | 04.11.2010            | Освіта середня | член Соціалістичної партії України | тимчасово не працює                                             |
| 11                                                      | Головка Владислав Григорович    | 04.11.2010            | Освіта середня | член Соціалістичної партії України | ПП «Диндар», прода- вець                                        |
| 13                                                      | Лихогруд Ніна Іванівна          | 04.11.2010            | Освіта вища    | член Соціалістичної партії України | Губинська сільська рада, секретар ради                          |

## Господарська діяльність
На території сільради діє Гурбинська ЗОШ I-III ст., Гурбинський ДНЗ, а також функцілнує приватне підприємство «Гурбинське» та фермерське господарство «Вікторія».